# Felício Milson
Felício Mendes João Milson (ur. 12 października 1999 w Luandzie) – angolski piłkarz, grający na pozycji lewego skrzydłowego w serbskim klubie Crvena Zveda oraz w reprezentacji Angoli. Uczestnik Pucharu Narodów Afryki 2023.